# Alcis simpliciaria
Alcis simpliciaria là một loài bướm đêm trong họ Geometridae.